# Senna confinis
Senna confinis là một loài thực vật có hoa trong họ Đậu. Loài này được (Greene) H.S.Irwin & Barneby miêu tả khoa học đầu tiên.